# Betelhem Moges

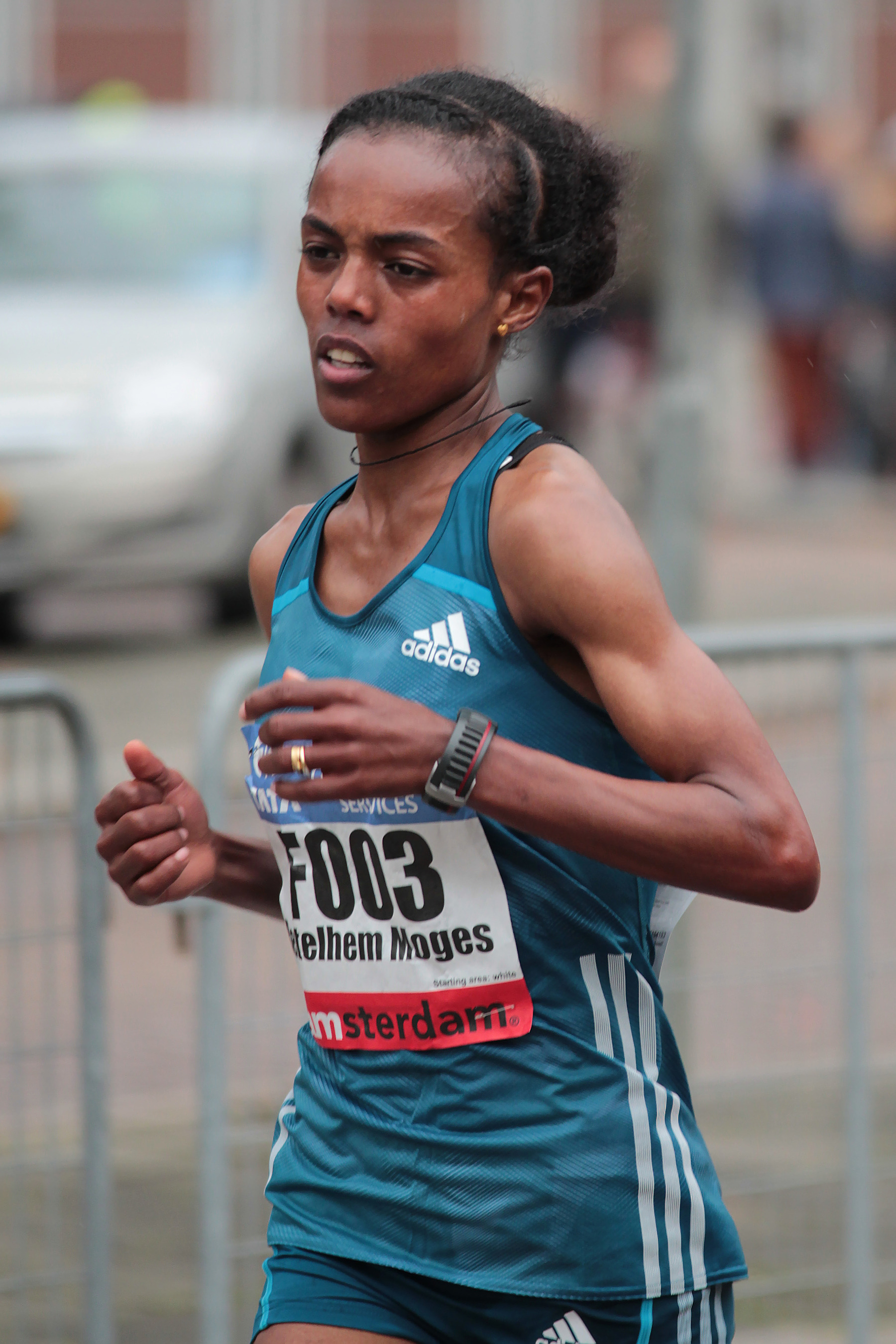
Betelhem Moges 2014, beim Amsterdam-Marathon

Betelhem Moges (* 3. Mai 1991) ist eine äthiopische Langstreckenläuferin, die sich auf Straßenläufe spezialisiert hat.
Beim Juniorinnenrennen der Crosslauf-Weltmeisterschaften 2008 in Edinburgh wurde sie Siebte.
2012 gewann sie den Ústí-Halbmarathon. Im Jahr darauf siegte sie beim Olmütz-Halbmarathon. In Ústí wurde sie Dritte und beim Zhuhai-Halbmarathon Zweite. 
2014 folgte einem fünften Platz beim Dubai-Marathon und einem siebten Platz beim Prag-Halbmarathon ein Sieg beim Budweis-Halbmarathon. In Olmütz wurde sie Zweite, und beim Amsterdam-Marathon siegte sie erstmals auf der 42,195-km-Distanz.
2015 wurde sie Elfte in Dubai. Am 20. September gewann sie den Peking-Marathon in 2:27:31 h.

## Persönliche Bestzeiten
- 3000 m: 9:01,49 min, 12. Oktober 2009, Tajimi
- 5000 m: 15:25,26 min, 28. September 2008,	Yokohama
- Halbmarathon: 1:09:23 h, 21. Juni 2014, Olmütz
- Marathon: 2:24:29 h, 23. Januar 2015, Dubai